# Federal Hall

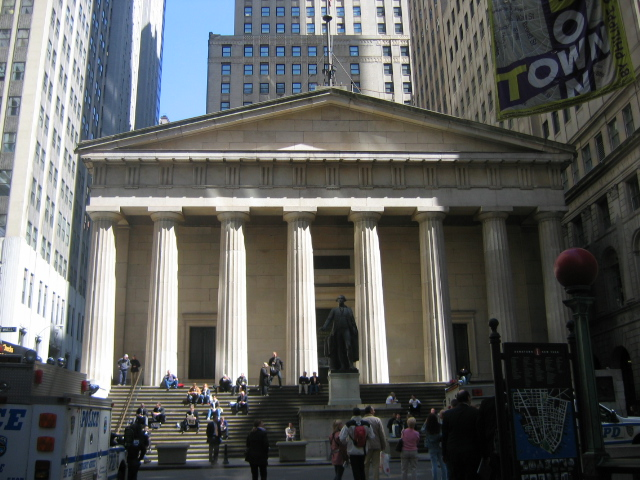
Federal Hall National Memorial, New York City

Federal Hall war das erste Kapitolgebäude der Vereinigten Staaten von Amerika. Das an 26 Wall Street in New York City gelegene Gebäude wurde im 19. Jahrhundert durch das erste United States Customs House ersetzt und seit dem 26. Mai 1939 vom National Park Service als Federal Hall National Memorial betrieben.
Obwohl es nur ein Jahr lang den Kongress beherbergte, fanden hier wichtige Ereignisse der amerikanischen Geschichte statt: der erste Amtseid von George Washington, die Verabschiedung der Bill of Rights und die Northwest Ordinance.

## Das alte Gebäude: Sitz des Ersten Kongresses

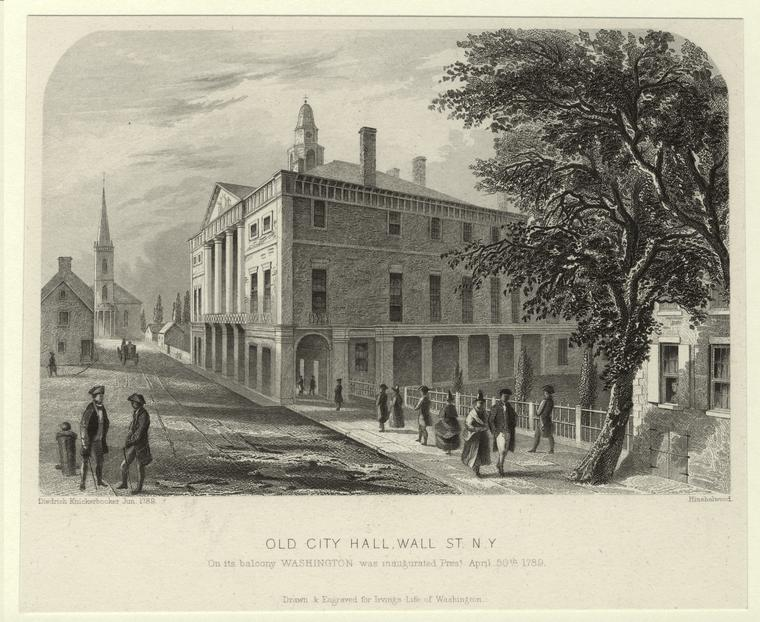
Die alte Federal Hall im Zustand von 1789

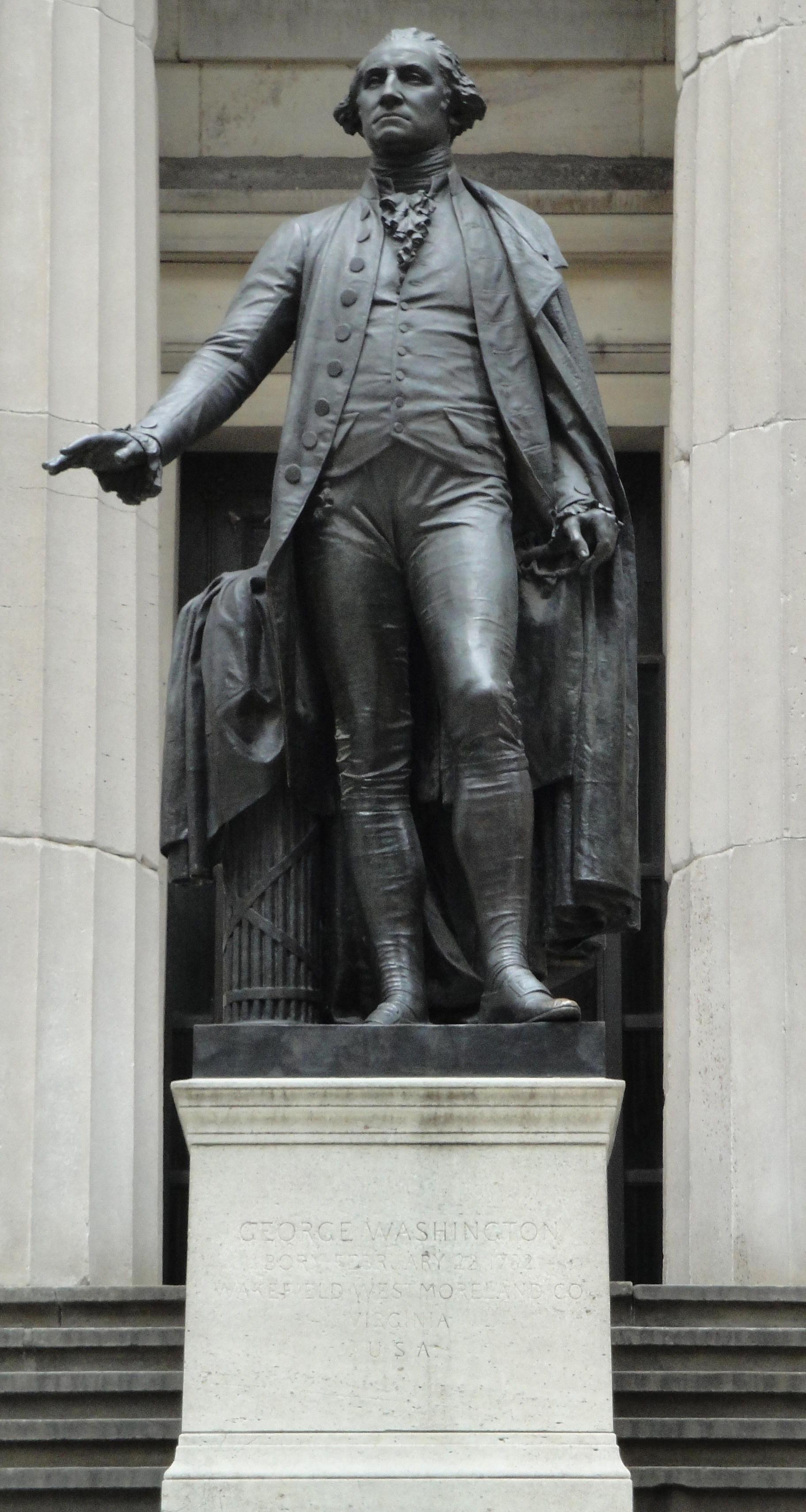
Bronzestatue von George Washington

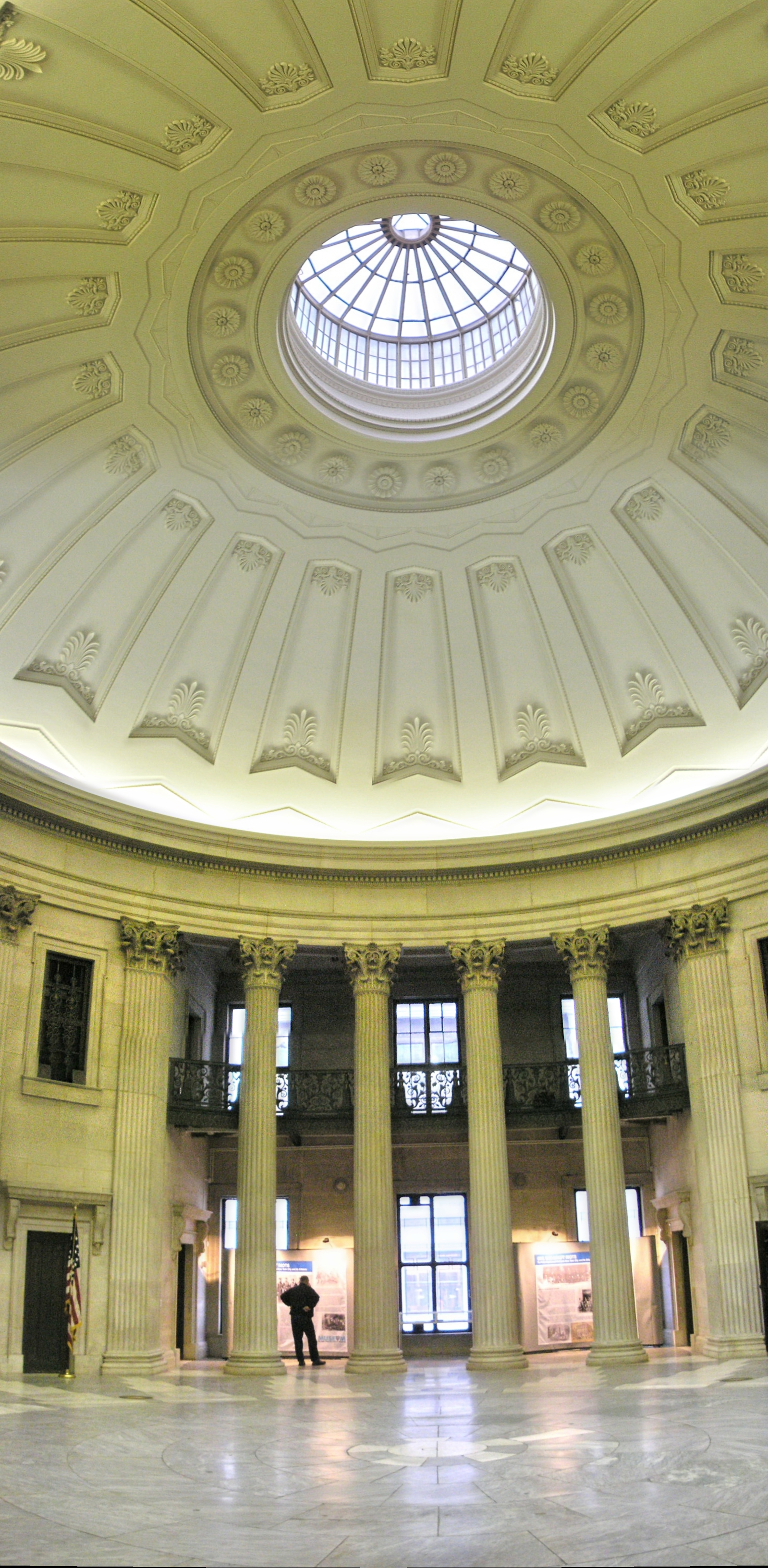
Innenansicht mit Kuppel

Ursprünglich wurde das Gebäude 1700 als Rathaus von New York City gebaut. 1735 verhafteten die britischen Behörden den Zeitungsverleger John Peter Zenger, da er den britischen Gouverneur von New York verleumdet haben solle. Zenger war in der Federal Hall eingesperrt und dort fand sein Prozess statt. Sein Freispruch – begründet damit, dass die Anschuldigungen gegen den Gouverneur wahr waren – gilt als Beginn der Pressefreiheit in den 13 Kolonien. 
Delegierte der 13 Kolonien trafen sich hier im Oktober 1765, um gegen den Stamp Act von Georg III. zu protestieren. Es war das erste Zusammentreffen einer kolonieübergreifenden Opposition gegen die britische Herrschaft. Die Delegierten verfassten ein Schreiben an Georg, an das House of Lords und an das House of Commons, in dem sie dieselben Rechte wie die Bewohner Großbritanniens verlangten. In der Federal Hall entstand so auch der Slogan „no taxation without representation“.
Nach der amerikanischen Revolution ließ der Architekt Pierre Charles L’Enfant die Federal Hall aus- und umbauen. Nachdem die amerikanische Verfassung 1789 in Kraft getreten war, war die Federal Hall seit dem 4. März 1789 Sitzungsort des US-Kongresses. Der Kongress zählte dort die Wahlmännerstimmen zur Wahl George Washingtons aus, der hier seinen Amtseid als erster Präsident der USA ableistete.
Viele der wichtigsten Gesetze der USA, verabschiedete der Kongress in seinen ersten zehn Jahren. Dazu gehört die Annahme der Bill of Rights am 25. September 1789. Der Judiciary Act of 1789 schuf das Gerichtswesen auf Bundesebene, das noch heute in den USA vorhanden ist. Und der Kongress verabschiedete dort die Northwest Ordinance, die das Gebiet der späteren Staaten Ohio, Indiana, Illinois, Michigan und Wisconsin als Teil der Vereinigten Staaten etablierte, feststellte, dass dort Bundesstaaten entstehen könnten, und dort von Anfang an die Sklaverei verbot.

## Heutiges Gebäude
1790 zogen die US-Regierung und der Kongress nach Philadelphia um, so dass die Federal Hall wieder die Stadtregierung von New York City beherbergte. 1812 ließ sie das Haus niederreißen, und im klassizistischen Stil das erste Zollhaus der USA bauen, welches 1842 eröffnete. Später befand sich dort eine der Außenstellen der Federal Reserve Bank. 
Das neue Gebäude zeigt den Bezug der Amerikaner auf die antiken Demokratien und ihre Ideale. Die von Ithiel Town und Alexander Jackson Davis gestalteten dorischen Säulen der Fassade ähneln denen des Parthenons in Athen und zeigen den Bezug zur griechischen Demokratie. Die von John Frazee gestaltete Kuppel im Inneren erinnert an das Pantheon in Rom und die ökonomische Macht des Römischen Reichs.
In der Rangliste der New Yorker Sehenswürdigkeiten steht die Federal Hall meist hinter der schräg gegenüber liegenden New York Stock Exchange zurück. Öffentlich am bekanntesten ist eine Bronzestatue von George Washington, die an der Stelle seiner Amtseinführung steht.

## Federal Hall National Memorial
Die Federal Hall wurde am 26. Mai 1939 zur National Historic Site erklärt und am 11. August zum National Memorial umdeklariert. In das National Register of Historic Places nahm der National Park Service das Gebäude am 15. Oktober 1966 auf.
Das Gebäude beherbergt heute ein Museum, das der Öffentlichkeit – außer an Feiertagen – kostenlos zugänglich ist. Im Jahr 2004 zog es über 150.000 Besucher an. Die Ausstellungen im Gebäude sind:
- George Washington’s Inauguration Gallery – Inklusive der Bibel, auf die er seinen Amtseid schwor.
- Freedom of the Press – Die Verhaftung und Verhandlung im Fall Zenger
- Journey to Federal Hall – Achtminütiges Video über die Geschichte des Platzes

Am 6. September 2002 reisten 300 Kongressabgeordnete nach New York, um wieder in der Federal Hall, vier Straßen vom Ground Zero entfernt, zu tagen. Das sollte die Unterstützung für die Stadt nach den Anschlägen vom 11. September zeigen und war damit die erste Tagung des Kongresses in New York City seit 1790.